# Abtei Chevetogne
Die Abtei Chevetogne (Monastère de l’Exaltation de la Sainte Croix – „Kloster von der Erhöhung des heiligen Kreuzes“) ist ein internationales Benediktinerkloster in Chevetogne, einem Ortsteil der wallonischen Stadt Ciney, Provinz Namur, am Nordrand der belgischen Ardennen. Das Kloster lebt eine ökumenische Berufung und pflegt die Biritualität.

## Geschichte
Die Gemeinschaft wurde 1925 von Lambert Beauduin († 1960) in Amay, Provinz Lüttich, in einem ehemaligen Karmelitenkloster gegründet. Im Jahr davor hatte Papst Pius XI. in einem Apostolischen Brief an Abtprimas Fidelis von Stotzingen den Benediktinern die Versöhnung mit den Ostkirchen zur besonderen Aufgabe gemacht. Pater Beauduin, Konventuale der Abtei Keizersberg (Löwen), nahm dies mit einigen Mitbrüdern zum Anstoß für die Neugründung, die speziell diesem Ziel gewidmet sein sollte. 1928 wurde das Tochterkloster selbstständiges Priorat. Nachdem die Gemeinschaft gewachsen war, zog sie 1939 in die ehemalige Schlossanlage bei Chevetogne um.
Seit 1956 leiten die Benediktiner von Chevetogne das Pontificio Collegio Greco in Rom und, daran angeschlossen, die Kirche Sant’Atanasio dei Greci.
Am 11. Dezember 1990 erfolgte die Erhebung zur Abtei. Erster Abt wurde Michel Van Parys, der die Gemeinschaft bereits seit 1971 als Prior geleitet hatte. 1997 wurde Philippe Vanderheyden dessen Nachfolger als Abt von Chevetogne. Nachdem dieser am 6. August 2016 aus Altersgründen sein Amt niedergelegt hatte, wurde der bisherige Prior Lambert Vos als Prior-Administrator für drei Jahre mit der Leitung des Klosters beauftragt. Seit 2019 leitet Dom Lambert Vos OSB als 3. Abt von Chevetogne die Geschicke der Benediktinerabtei.

## Gebäude
Mitte des 19. Jahrhunderts hatte Charles Delvaux de Fenffe bei Chevetogne sein schlossartiges Privathaus im Neorenaissancestil errichtet. Von 1903 bis 1923 bewohnten es die Mönche von Ligugé, die Frankreich wegen der radikalen Trennung von Kirche und Staat hatten verlassen müssen. Sie bauten das Schloss aus und erweiterten es. Nach ihrer Heimkehr wurden die Gebäude an Privatpersonen vermietet. 1932–1938 waren sie Unterkunft für spanische Jesuiten, die in der Vorphase des spanischen Bürgerkriegs vertrieben worden waren. Die Benediktiner, die 1939 einzogen, fügten von 1955 bis 1957 an der Südseite eine Kirche für den byzantinischen und 1981–1988 an der Nordseite eine Kirche für den römischen Ritus hinzu.

## Spiritualität
Die Mönche von Chevetogne leben nach dem benediktinischen Grundsatz „Bete und arbeite“. Die Arbeit umfasst Landwirtschaft, Gästebetreuung – für Einzelpersonen und ökumenische Tagungen – und Wissenschaft – die Bibliothek enthält ca. 150.000 Bände mit liturgiewissenschaftlichem und konfessionskundlichem Schwerpunkt. Das Gebet geschieht als eucharistische und Stundenliturgie mit der Besonderheit, dass der römische und der byzantinische Ritus gleichberechtigt nebeneinander gefeiert werden. Dadurch können Mönche und Gäste mit beiden vertraut werden und die Traditionen ergänzen und vertiefen sich gegenseitig. Neben dem Brückenschlag zum unierten und orthodoxen Osten pflegt Chevetogne intensive Beziehungen zur anglikanischen Gemeinschaft und zu den Kirchen der lutherischen und reformierten Tradition.

## Persönlichkeiten
- Nikolaus Egender OSB (1923–2025), von 1979 bis 1995 Abt der Dormitio-Abtei in Jerusalem
- Michel Van Parys OSB (* 10. Juli 1942 in Gent), seit 1971 Prior und von 1991 bis 1997 Abt von Chevetogne, 1997–2002 Berater der Kongregation für die orientalischen Kirchen, 2008–2013 Päpstlicher Gesandter für die armenische Mechitaristen-Kongregation von Venedig,[3] 2013–2016 Hegumen der Territorialabtei Grottaferrata[4]